# Dziecinów (powiat Kozienicki)
Dziecinów is een dorp in de Poolse woiwodschap Mazovië. De plaats maakt deel uit van de gemeente Grabów nad Pilicą en telt 100 inwoners.